# Krisztina szász hercegnő
Krisztina szász hercegnő (Torgau, 1461. december 25. – Odense, 1521. december 8.), a Wettin-ház Ernő-ágából származó szász hercegnő, János dán királlyal kötött házassága révén Dánia, Norvégia és Svédország királynéja, Schleswig és Holstein hercegnéje, II. Keresztély dán király anyja.

## Élete

### Származása
Krisztina szász hercegnő 1461-ben született Torgauban, szülei legidősebb gyermekeként. Édesapja Ernő szász választófejedelem (1441–1486) volt, II. Frigyes szász választófejedelem (1412–1464) és Habsburg Margit osztrák főhercegnő (1416–1486) fia. Édesanyja Erzsébet bajor hercegnő (1443–1484), III. Albert bajor-müncheni herceg (1401–1460) és Anna braunschweig-grubenhagen-einbecki hercegnő (1420–1474) volt.
Szülei házasságából hét gyermek született:
- Krisztina (1461–1521), 1478-tól János dán király (1455–1513) felesége,
- Frigyes (1462–1525), 1486-tól III. Frigyes szász választófejedelem, nem nősült meg,
- Ernő (1464–1513), Magdeburg érseke, Halberstadt adminisztrátora,
- Adalbert (1467–1484), a Mainzi Érsekség adminisztrátora,
- János (1468–1532), 1525-től I. János néven Szászország választófejedelme, aki 1500-ban Zsófia mecklenburg-schwerini hercegnőt (1481–1503), 1513-ban Margit anhalt-kötheni hercegnőt (1494–1521) vette feleségül.
- Margit (1469–1528), aki 1487-ben I. Henrik braunschweig-lüneburgi herceghez (1468–1532) ment feleségül.
- Wolfgang (1473–1478), kisgyermekként meghalt.

### Házassága, gyermekei
1477-ben eljegyezték Jánossal, Dánia, Norvégia és Svédország trónörökös hercegével (1455–1513), I. Keresztély dán-norvég-svéd király (1426–1481) és Dorottya brandenburgi őrgrófnő (1430/31–1495) harmadik fiával. (A harmadszülött János herceg úgy vált trónörökössé, hogy két bátyja, Olaf (1450–1451) és Kanut (1451–1455) kisgyermekkorban meghaltak.) A következő évben Krisztina hercegnő Rostockba utazott, itt az eléje küldött Johannes Brockstorp kancellár, Lund archidiakónusa fogadta és Warnemündén át Koppenhágába kísérte.
1478. szeptember 6-án a királyi kastélyban megtartották az esküvőt. Krisztina hercegnő és János koronaherceg házasságából 6 gyermek született:
- János (1479–1480), kisgyermekként meghalt,
- Ernő (1480–1500), kisgyermekként meghalt,
- Keresztély (1481–1559), trónörökös, 1513-tól II. Keresztély néven Dánia királya, aki 1515-ben Habsburg Izabella főhercegnőt, kasztíliai infánsnőt (1501–1526) vette feleségül,
- Jakab (Jacobus de Dacia, 1483–1566),
- Erzsébet (1485–1555), aki 1502-ben I. Joachim brandenburgi választófejedelemhez (1484–1534) ment feleségül,
- Ferenc (1497–1511), fiatalon meghalt.

### Dánia, Norvégia és Svédország királynéja
1481-ben meghalt apósa, I. Keresztély király. Norvégia csak 1483-ban fogadta el Jánost új uralkodónak, ekkor, 1483. május 18-án a koppenhágai Miasszonyunk (Vor Frue Kirke) templomban Jánost és Krisztinát Dánia és Norvégia királyává és királynéjává koronázták. (E szertartást is Brockstorp archidiakónus végezte). Krisztina életének következő éveiről kevés információ maradt fenn, sorra születő gyermekei nevelésének szentelte idejét.
1497-ben Jánost megválasztották Svédország királyává is. 1499. február 4-én, első svédországi látogatásuk során, Uppsalában mindkettőjüket megkoronázták.
1500-ban a Koppenhágában dúló pestisjárvány miatt a királyi udvar Odensébe költözött. Krisztina elkísérte férjét második és harmadik svédországi útjára, 1500-ban és 1501-ben. Ez utóbbi utazás alatt János király viszonyba keveredett egy Edel Jernskjæg nevű udvarhölggyel. Botrány keletkezett, Krisztina emiatt végleg megszakította a házaséletet férjével.

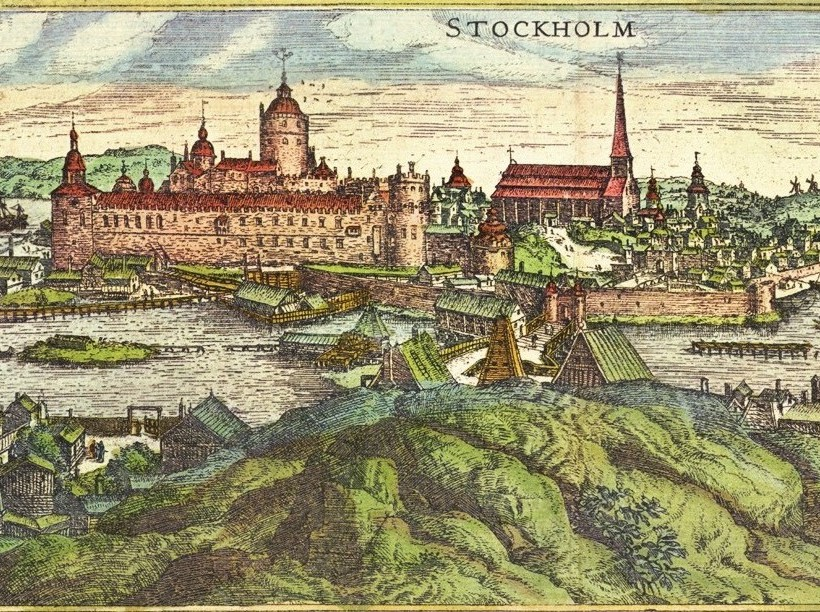
A Tre Kronor várkastély (16. század)

1501-ben Svante Nilsson (Svante Sture) lázadásával kitört a dán–svéd háború. Augusztusban János király a szeretőjével, Edel Jernskjæggel együtt elmenekült Stockholmból. Feleségét, Krisztinát régensi megbízással hátrahagyta a Tre Kronor várkastélyban (a mai királyi palota helyén). 1501 szeptemberében a felkelők ostrom alá vették a várat, amelynek helyőrsége 8 hónapon át kitartott, csak 1502. május 9-én adta meg magát. Ez volt kalmari unió korszakának leghosszabb és legvéresebb ostroma. Az 1000 főnyi védőrségből csak 70-en maradtak életben, ebből 60-an sebesülten.
Id. Sten Sture régens-kormányzó a királynénak szabad elvonulást ígért, ennek ellenére egy éven át a Vadstena kolostorban fogságban tartották, csak 1503-ban engedték haza, két lübecki tanácsúr, Hermann Messmann és Berend Bomhover közbenjárására. 1503 októberében Sten Sture Halmstadba, a dán határra kísérte Krisztinát, ahol fia, Keresztély herceg várta. Még 1502-ben, mialatt Krisztina királyné Stockholmot védte, János király férjhez adta 16 éves leányát, Erzsébet hercegnőt I. Joachim brandenburgi választófejedelemhez. Hazatérése után Krisztina különvált férjétől, önálló udvartartást állított fel Næsbyhovedben, Odense tartományban.

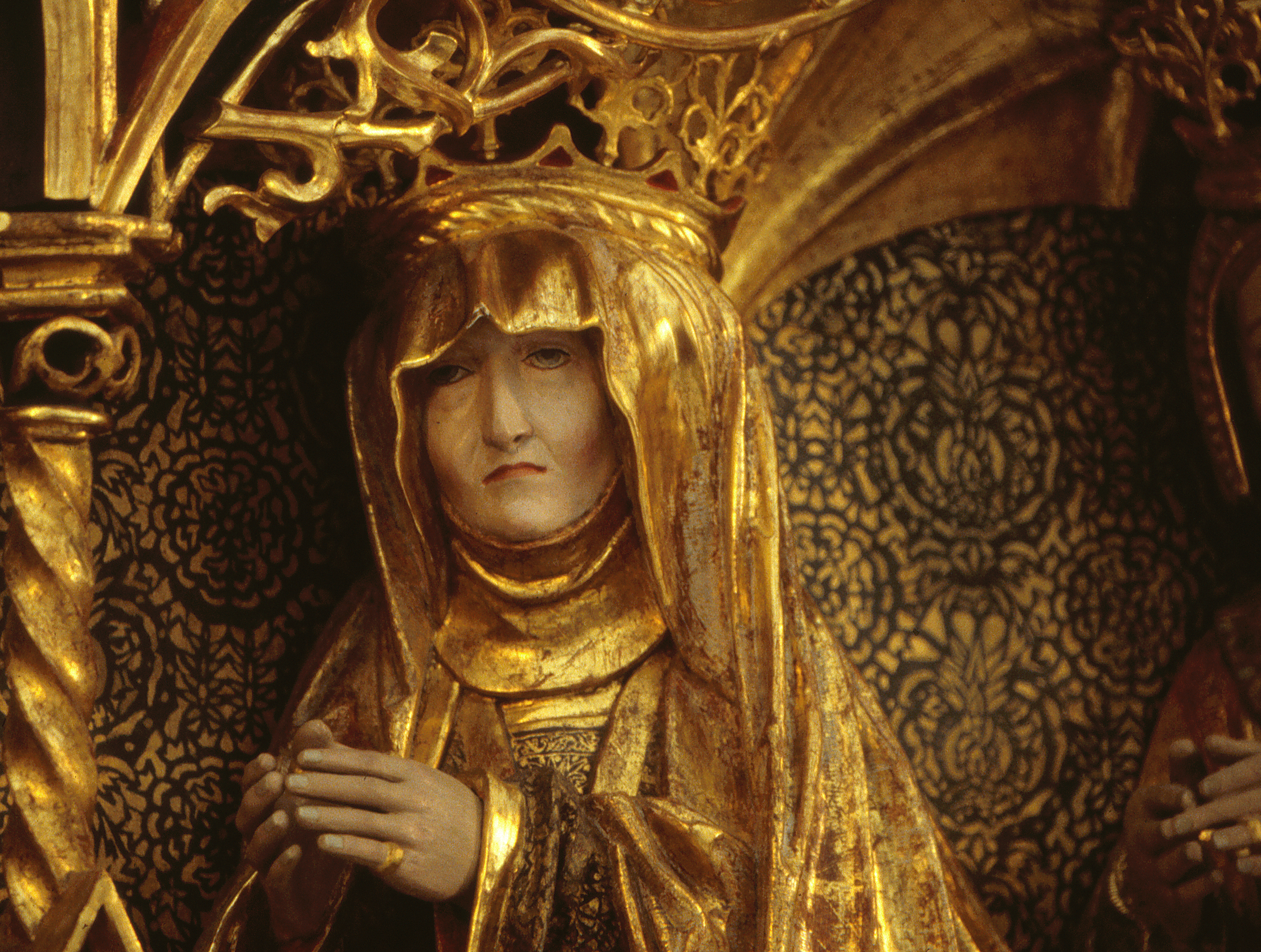
Krisztina királyné arcmása az odensei Szent Kanut-székesegyház szárnyasoltárán

Krisztina királyné adott megbízást Claus Berg német fafaragónak, hogy készítsen szárnyas oltárt a dán királyi család tagjainak képmásaival. A gazdagon díszített oltárt az odensei ferences templomba szánták, ennek lebontása után átvitték az odensei Szent Kanut-székesegyházba, ahol napjainkig látható. A fafaragású, festett és aranyozott képeken ábrázolt személyek között János király és Krisztina királynő arcmása is megjelenik. Felvilágosult, kritikus katolikus volt, pártolta az egyház működésének megreformálását, sok pénzt fordított jótékony célokra és pénzadományokkal támogatta a Montefalcói Szent Klára-rendet.

### Özvegységben

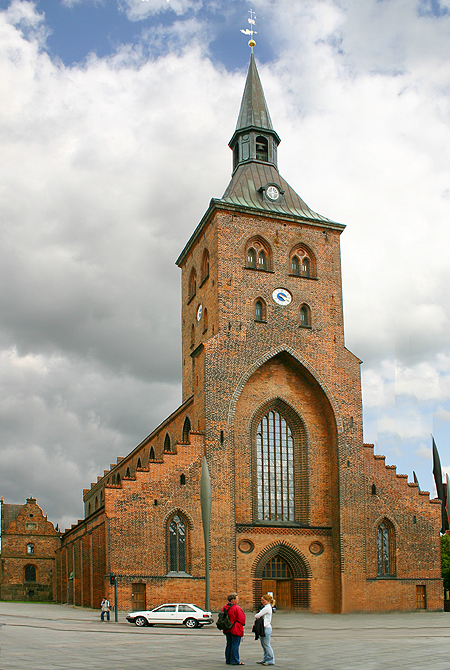
Szent Kanut-székesegyház, Odense

Férjének, János királynak halála (1513) után az özvegy Krisztina királyné a bátyjához, III. Frigyes szász választófejedelemhez fordult, hogy siettesse Krisztina fiának, II. Keresztély dán királynak és Habsburg Izabella főhercegnőnek, kasztíliai infánsnőnek tervezett házasságát. A szász diplomáciai követség tárgyalásai során kitűnt, hogy az új király, II. Keresztély eltitkolta az anyjának szerződés szerint törvényesen járó vagyonrészt és járadékot. A szász választófejedelem erőfeszítései a királyi házasság tető alá hozására sikert hoztak ugyan (az esküvőt 1515 augusztusában megtartották), de a pénzéhes Keresztély mégis megtagadta az anyjának járó özvegyi vagyon (Wittum) kiszolgáltatását.
Krisztina királyné 1521-ben hunyt el, 59 éves korában. Az odensei Szent Kanut-székesegyházban temették el, a híres szárnyas oltár közelében.

## További irodalom
- Ingetraut Ludolphy. Friedrich der Weise: Kurfürst von Sachsen 1463- 1525. Leipzig: Universitätsverlag Leipzig, 274 ff.. o. (2006) (Digitalizált változat)
- Friedrich Münter. Kirchengeschichte von Dänemark und Norwegen, 2. kötet, 389. o. (1831) (Digitalizált változat)
- Friedrich Rehm. Abriss der Geschichte des Mittelalters, 975. o. (1840) (Digitalizált változat)
- Herman Lindquist. Historien om alla Sveriges drottningar (Svédország királynőinek története) (svédül)